# ダイクレ

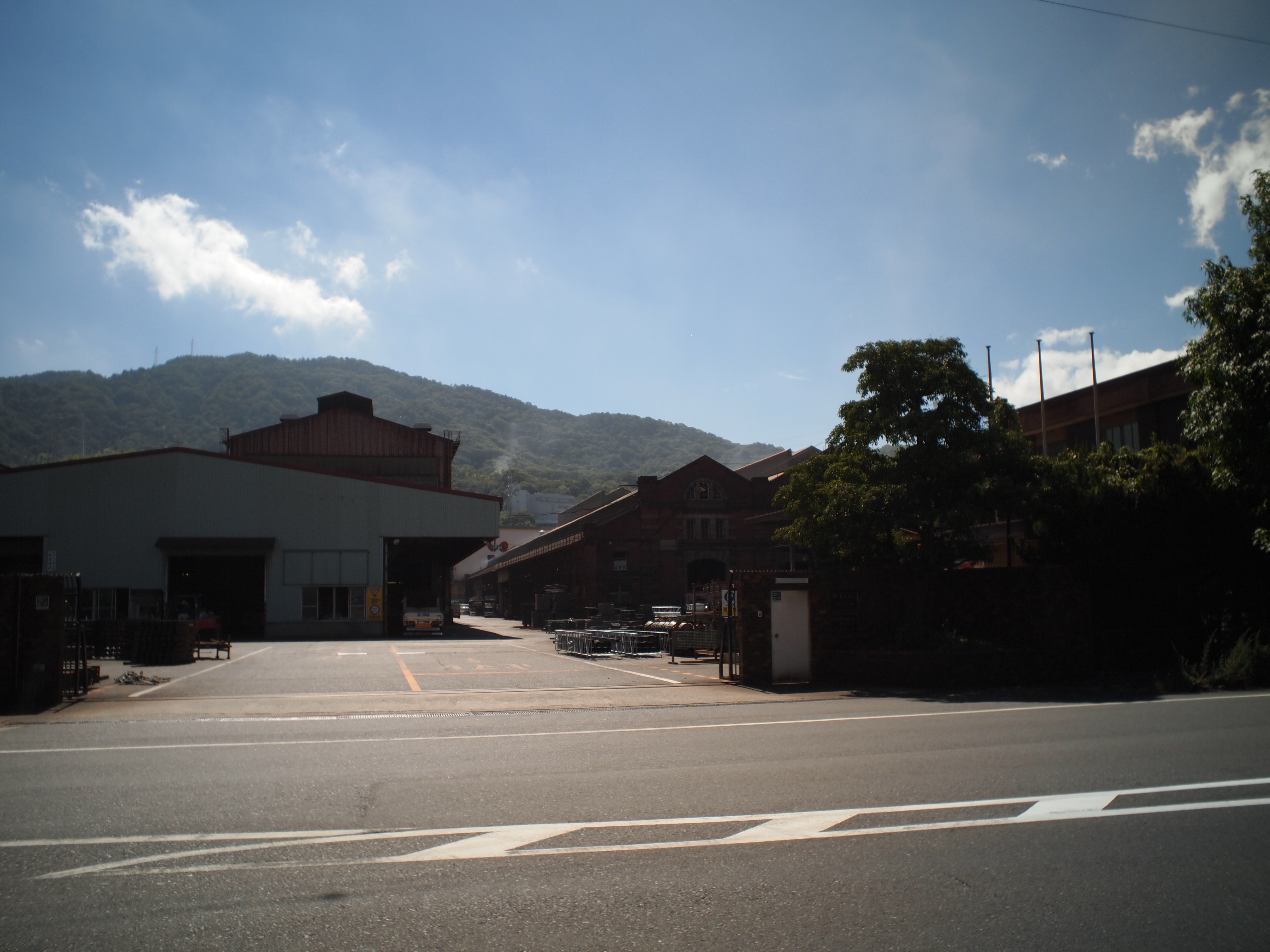
呉第二工場

株式会社ダイクレは、広島県呉市に本社を置く、グレーチングをはじめとする建設資材総合メーカー。

## 概要
日本で初めてグレーチングを製造したメーカーであり、業界1位のシェアを誇る。
創業者の山本茂は元呉海軍工廠の海軍技師。1951年（昭和26年）、船舶に使われていたグレーチングを元に製造、1953年（昭和28年）に実用新案を取得し製造を開始した。1963年（昭和38年）当時工場や船舶の床材として使われていたグレーチングを道路側溝用として国内で初めて売りだし、これにより業績を伸ばした。
グレーチングにはじまり、その後は熱交製品、橋梁製品、法面製品に参入し、近年は防災製品や防水製品、ガードフェンス（ガードレール）製品にも参入し、建設資材の総合メーカーへと展開している。
呉第二工場は、1905年（明治38年）に竣工された呉工廠の建物の一部であり、広島県建物百選に選ばれており、映画の撮影などにも使われている。

## 歴史

### ダイクレのはじまり
創業の地である呉は、旧日本海軍工廠の街であった。幾多の軍艦を送り出した海軍工廠の技術力は、世界でもトップの水準にあった。しかし、終戦後、海軍工廠は解体され多くの優秀な技術者たちが職を失った。海軍工廠の技術者であった創業者・山本茂は、仲間を集め、1951年（昭和26年）5月26日、船舶塗装業を手がける「大呉興産株式会社」を設立した。
折から、旧軍港市転換法の発布と朝鮮動乱の特需を背景として、呉へ進出してきたアメリカのNBC（ナショナルバルクキャリアーズインコーポレイテッド）呉造船部から塗装工事を一手に受注。NBCの第一号新造船へのグレーチングの開発から「ダイクレグレーチング」の実用新案を取得、ダイクレのグレーチングはここからはじまった。

### グレーチングのはじまり
1951年（昭和26年）9月上旬、NBC呉造船部へ作業の打ち合わせに出向いた山本茂は、技術部艤装担当課長の卓上で、アービング社とプローノックス社の2冊のカタログを偶然手にした。NBCが建造する船舶にはエンジンルームの床材・ガングウェイ・ステアーは全てグレーチングを採用することが制定されており、このとき第一船「ベトロ・クレ」用としてアメリカへ発注する段階であった。
自社で造れると直感した山本は、即座に「ぜひともわが社で造り、納入させていただきたい。価格もかなり安くできる」と申し入れた。その熱意はNBCを動かし、承諾を一気に取り付けることができた。この2冊のカタログとの偶然な出会いがダイクレとグレーチングとの運命を結びつけたのである。
グレーチングの開発を決意した山本には大きな障壁が二つ立ちふさがっていた。ーつは、製造装置の開発であり、もうーつは溶接用の電源の確保であった。
まず製造装置だが、当時溶接はアーク方式が主流であり、山本たちが目指す特殊プロジェクション溶接機は、電気抵抗で熱溶解加圧する抵抗溶接はまだ受け入れられる時代ではなかった。この方式は大容量の電力を必要とするためコスト的に困難と言われるなかで取り組み、開発導入に成功。併行して、200KVAもの大容量の電力消費に対する電源確保にも苦心が続いた。もとより戦後の電力供給のおぼつかない不安定な時代で、担当者の中国電力詣でがくりかえされた。そして「このような大容量の電力を一社だけへ供給するとなれば一般家庭へ問題が及びかねない。しかし、将来的に呉にとってユニークな産業になる可能性がある」との中国電力の英断により、特別な送電が許可され電源も確保できた。
二つの障壁をクリアした特殊プロジェクション溶接機は第一号プロジェクション溶接機と名付けられ、1952年（昭和27年）8月28日に工場に据えつけられ、自社製作のグレーチングがついに誕生した。
結果的に、手作りでなく、溶接機を導入してグレーチングを製作するという選択が、 受注を一過性に終わらせず、以降のグレーチングの普及に大きく貢献した。以降、グレーチングは造船・火力プラント・化学プラントなどの建設プームを経て、道路のみぞぶたなど、用途も広がり日本のインフラを支えている。

## 沿革
- 1951年（昭和26年）5月 - 広島県呉市中通1丁目に大呉興産株式会社を設立。
- 1953年（昭和28年）4月 - ダイクレ・グレーチングを完成。製造販売を開始。
- 1957年（昭和32年）11月 - 広島県呉市築地町1番24号に本社工場新設
- 1967年（昭和42年）- フィンチューブ販売開始（熱交製品）。
- 1969年（昭和44年）5月 - 社名を現在の株式会社ダイクレに変更。
- 1971年（昭和46年）12月 - FRPグレーチングの製造販売開始。
- 1982年（昭和57年）10月 - 資本金を460,000千円に増資。
- 1983年（昭和58年）4月 - 鋼製高欄製造販売開始（橋梁製品）。
- 2016年（平成28年）10月 - 株式会社ディーネット 設立
- 2017年（平成29年）10月 - 特殊鋼ブルームの製造、販売等を事業とする株式会社広島メタル＆マシナリーを子会社化
- 2020年（令和2年）10月 - 株式会社ダイクレホールディングス 設立
- 2021年（令和3年）4月 - ホールディングス体制の導入。
- 2024年（令和6年） 7月 - 株式会社ダイクレ商事 設立

## 製品

### グレーチング製品
- スチールグレーチング
- NSグレーティング
- ステンレスグレーチング
- FRPグレーチング
- 床板グレーチング
- ダイクレリップ
- ソフトカバー
- 各種ピット
- 化粧蓋
- レインシューター
- 他

### ガードフェンス製品
- ガードレール
- ガードパイプ
- ガードケーブル

### 防水製品
- 簡易型止水製品（AQUADEFENSERシリーズ）
- 防水板

### 防災製品
- D-step
- オチナイデ
- グレーチングカーゴ

### 獣害対策製品
- テキサスゲートグレーチング
- イノピー
- マーキング 防止グレーチング

### 橋梁製品
- グレーティング床版
- 高欄
- 鋼製地覆
- 鋼製排水溝
- FRP排水桝
- FRP水切り
- 接着接合式FRPマンホール
- 接着接合式CFRP補強材
- ファイバーエイド

### 法面製品
- グリーンパネル
- アンカーパネル
- ハイランナー

### 熱交製品
- フィンチューブ
- 熱交換器

## 事業所
- 本社：広島県呉市築地町
  - 技術本部
  - 呉工場
- 工場
  - 呉第二工場：呉市昭和町
  - 川尻工場：呉市川尻町
  - 千葉工場：千葉県山武郡芝山町
  - 四国工場：愛媛県今治市大西町
  - 滋賀工場：滋賀県湖南市高松町
  - 北海道工場：北海道石狩市新港南
- 熱交事業本部
  - 広島工場・熱交営業部：東広島市八本松
  - 安浦工場：呉市安浦町
- 支店
  - 東京、大阪、中国、九州
- 営業所
  - 北海道、東北、千葉、中部、北陸、滋賀、四国、鹿児島

## 関連会社
- 株式会社ダイクレホールディングス
- 株式会社ダイクレ商事
- ダイクレ興産株式会社
- 株式会社ダイクレ九州金属
- 株式会社広島メタル＆マシナリー
- 呉国際観光株式会社（呉カントリークラブ）
- 株式会社クレスポーツプラザ
- 株式会社クレオ
- 株式会社大呉サービスステーション
- 株式会社ディーネット
- DAIKURE(THAILAND) CO.,LTD.
- ダイクレ総業株式会社
- 北翔産業株式会社